# 札幌予備学院
札幌予備学院（さっぽろよびがくいん）は、北海道札幌市にあった日本の予備校。通称「札予備」。学校法人札幌予備学院が運営していた。2006年4月1日付で河合塾に吸収合併され、事業は「河合塾札幌校」に引き継がれた。

## 沿革
- 1953年 - 法人設立、桑園の１号館所在地（札幌市中央区北8条西12丁目）に「札幌予備学院」を開校。
- 1973年 - 道外受験に対応するため河合塾と提携。
- 1979年 - 本館（札幌市中央区北8条西14丁目）を新築。
- 1990年代前半 - 在籍高卒生約4,000人でピークに。
- 1992年 - 大通館（札幌市中央区南2条西12丁目）を開校。
- 2004年8月 - 少子化などの影響で、河合塾が経営に参加。
- 2005年 - 校名を「河合塾札幌校」に改称。現役高校生対象の「グリーンコース」新設。
- 2006年 - 河合塾と合併し、法人消滅。

## 合併当時の校舎
2008年に河合塾札幌校は札幌市北区北9条西3丁目に移転した。
- 本館（札幌市中央区北8条西14丁目） 札幌校移転後に閉鎖、2009年秋に解体され、跡地にはザ・パークハウス札幌桑園が建っている。
  - JR桑園駅東口から徒歩3分、イオン札幌桑園ショッピングセンターに隣接。
  - 1階：受付窓口、事務室、講師室
  - 2階：情報ステーション、教室、自習室（個別ブース形）
  - 3階：教室、自習室
  - 4階：体育館、トレーニングルーム
  - 地下1階：食堂

- 大通館（札幌市中央区南2条西12丁目）　現在は（株）恵和ビジネスの社屋となっている。
  - 地下鉄東西線西11丁目駅2番出口より徒歩5分、札幌プリンスホテルタワー横。
  - 2階：受付窓口、事務室
  - 3階：情報ステーション、講師室、面談室、教室
  - 4～6階：教室
  - 7階：教室、自習室
  - 各階の移動はエスカレーター

## かつて存在していた校舎
- 1号館（札幌市中央区北8条西12丁目）閉鎖時期不明、のち解体され、跡地にはクリーンリバーフィネス桑園南が建っている。
- 2号館（札幌市中央区北6条西13丁目）閉鎖時期不明、のち解体。宮部記念緑地の隣。跡地は更地になっている。
- 3号館（札幌市中央区北8条西12丁目）閉鎖時期不明。建物はそのままでハウジングラボサッポロと連結されている。

## かつて在籍していた講師
- 神山博史（エール出版社『医学部再受験マニュアル』著者）
- 清水誓宏  数学講師（UFOベクトルで一時代を築く）